# Броштени (Васлуј)
Броштени (рум. Broșteni) насеље је у Румунији у округу Васлуј у општини Иванешти. Oпштина се налази на надморској висини од 150 m.

## Становништво
Према подацима из 2002. године у насељу је живело 439 становника, од којих су сви румунске националности.